# Gallimimus
Gallimimus ("hönshärmare") var ett släkte med strutsliknande dinosaurier påträffade i Mongoliet, där den tros ha levt i slutet av kritaperioden för cirka 75–70 milj. år sedan. Den tillhörde familj ornithomimider och var nära släkt med Struthiomimus och Dromiceiomimus. 
Släktet Gallimimus med typarten G. bullatus beskrevs vetenskapligt 1972 av Halszka Osmólska, Ewa Roniewicz och Rinchen Barsbold baserat på flera fossila skelett från Nemegtformationen i södra Mongoliet under grävningsexpeditioner ledda av  Zofia Kielan-Jaworowska under åren 1964-1971. 1998 beskrevs fossilet efter en annan ornithomimoid (MPD 100/14), som Barsbold föreslog skulle kunna vara en andra art i släktet, G. mongoliensis. MPD 100/14 skiljer sig dock så mycket från G. bullatus den sedermera bedömts tillhöra ett eget, hittills okänt släkte.

## Beskrivning

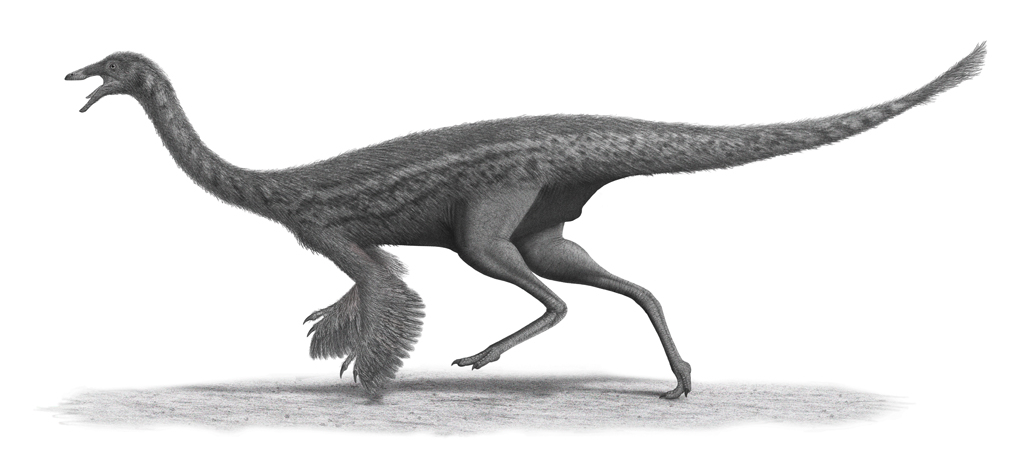
Illustration av springande Gallimimus.

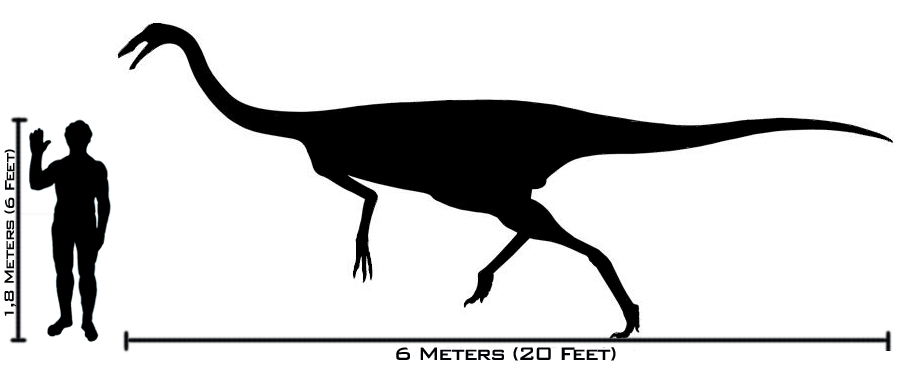
Gallimimus storlek i jämförelse med en människa.

Gallimimus var en ganska typisk ornithomimosaurie. Den gick på långa, starka bakben och hade spinkiga framben med klorförsedda händer samt en svans som troligen hjälpte dinosaurien att hålla balansen. Halsen var ganska lång och smal, och huvudet var litet med stora ögon och tandlös mun som bildade en långsmal, ankliknande näbb. Gallimimus skiljer sig från amerikanska ornithomimider genom en proportionerligt längre, mer cylinderformad kropp, mindre händer och längre skalle. Man tror inte att händerna var så väl anpassade för att gripa med.
Gallimimus var en ganska stor ornithomimosaurie. Fullvuxna djur bedöms ha kunnat mäta upp till 8 meter i kroppslängd, ungefär två meter i höfthöjd och ha vägt omkring 600 kilo.

## Ekologi

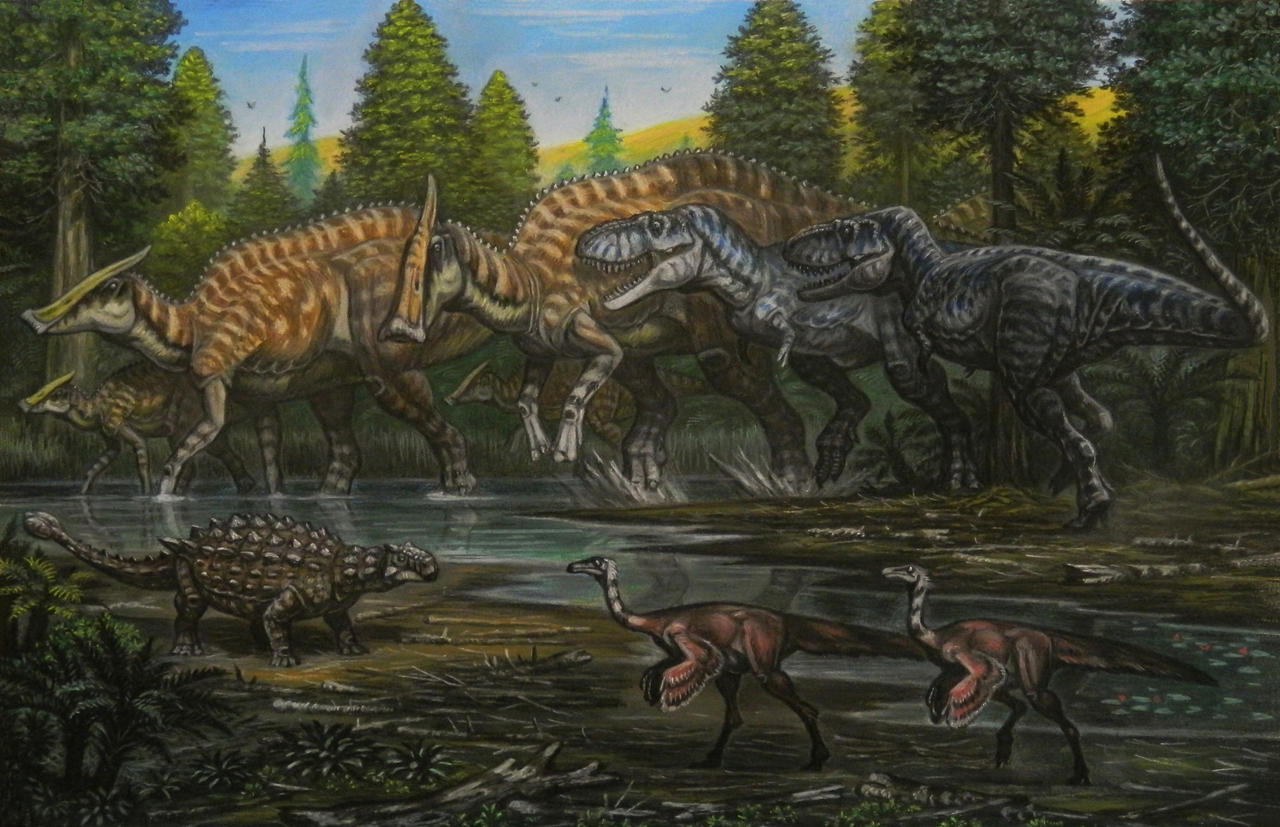
Illustration som visar Gallimimus tillsammans med samtida dinosaurier: Tarchia, Tarbosaurus och Saurolophus-

När Gallimimus först beskrevs gissade forskare att den använde sina framben till att gräva fram föda, som kanske utgjordes av "små, levande byten [som Gallimimus] svalde hela". Andra forskare har yrkat på att ornithomimosaurier som Gallimimus i huvudsak var växtätare. En del forskare tror att Gallimimus delvis kan ha levt och sökt sin föda i anslutning till våtmarker. Ett skelett efter Gallimimus har spår av små "räfflor" längsmed näbbens kant som liknar dem hos dagens skedand, som använder dem för att filtrera vatten vid födosök och äter växter, mollusker och musselkräftor. Det har emellertid bedömts osannolikt att ett sådant kosthåll skulle vara tillräckligt för att nära ett så stort djur som Gallimimus.
Gallimimus delade ekosystem med många andra dinosaurier, däribland den närbesläktade Deinocheirus. Växtätarna utgjordes bland annat av sauropoder (Nemegtosaurus), hadrosaurider (Saurolophus och bepansrade ankylosaurider. Bland köttätarna fanns Tarbosaurus.

## Populärkulturen
Gallimimus förekommer sporadiskt i filmserien om Jurassic Park.